# Campionati mondiali di canoa/kayak 1999
I Campionati del mondo di canoa/kayak sprint ICF si sono svolti  Milano, in Italia, presso il bacino dell'Idroscalo.
I campionati hanno visto lo svolgimento di nove eventi sia nella categoria canadese uomini che nel kayak uomini. Il kayak donne ha visto lo svolgimento di otto eventi.
È stato il trentesimo mondiale di canoa/kayak sprint organizzato.

## Eventi

### Uomini

#### Canoa
| Event      | Oro                                                                       | Tempo | Argento                                                              | Tempo | Bronzo                                                                | Tempo |
| C-1 200 m  | Russia Maxim Opalev                                                       |       | Rep. Ceca Martin Doktor                                              |       | Slovacchia Slavomír Kňazovický                                        |       |
| C-1 500 m  | Russia Maxim Opalev                                                       |       | Rep. Ceca Martin Doktor                                              |       | Germania Andreas Dittmer                                              |       |
| C-1 1000 m | Russia Maxim Opalev                                                       |       | Germania Andreas Dittmer                                             |       | Rep. Ceca Martin Doktor                                               |       |
| C-2 200 m  | Russia Konstantin Fomičёv Aleksandr Artemida                              |       | Polonia Daniel Jędraszko Paweł Baraszkiewicz                         |       | Germania Thomas Zereske Christian Gille                               |       |
| C-2 500 m  | Polonia Daniel Jędraszko Paweł Baraszkiewicz                              |       | Ungheria Imre Pulai Ferenc Novák                                     |       | Russia Aleksandr Kovalёv Aleksandr Kostoglod                          |       |
| C-2 1000 m | Russia Aleksandr Kovalёv Aleksandr Kostoglod                              |       | Cuba Ibrahim Rojas Leobaldo Pereira                                  |       | Germania Patrick Schulze Peter John                                   |       |
| C-4 200 m  | Russia Roman Krugljakov Vladimir Ladoša Konstantin Fomičёv Andrej Kabanov |       | Rep. Ceca Petr Procházka Jan Břečka Petr Fuksa Karel Kožíšek         |       | Romania Miticia Pricop Ionel Averian Gheorghe Andriev Florin Popescu  |       |
| C-4 500 m  | Russia Roman Krugljakov Vladimir Ladoša Konstantin Fomičёv Andrej Kabanov |       | Romania Miticia Pricop Ionel Averian Gheorghe Andriev Florin Popescu |       | Francia Yannick Lavigne Jean-Gilles Grare Mathieu Gobel Sylvain Hoyer |       |
| C-4 1000 m | Russia Ignat Kovalёv Konstantin Fomičёv Aleksej Volkonskij Andrej Kabanov |       | Romania Miticia Pricop Ionel Averian Iosif Anisim Samil Grigoe       |       | Ungheria Csaba Horváth Béla Belicza Csaba Hüttner György Kozmann      |       |

#### Kayak
| Event      | Oro                                                                | Tempo | Argento                                                              | Tempo | Bronzo                                                                   | Tempo |
| K-1 200 m  | Israele Michael Kolganov                                           |       | Ucraina Oleksey Slivinskiy                                           |       | Germania Ronald Rauhe                                                    |       |
| K-1 500 m  | Ungheria Ákos Verecki                                              |       | Bulgaria Petăr Merkov                                                |       | Polonia Grzegorz Kotowicz                                                |       |
| K-1 1000 m | Germania Lutz Liwowski                                             |       | Norvegia Knut Holmann                                                |       | Danimarca Torsten Tranum                                                 |       |
| K-2 200 m  | Ungheria Vince Fehérvári Róbert Hegedűs                            |       | Russia Roman Zarubin Aleksandr Ivannik                               |       | Polonia Marek Twardowski Adam Wysocki                                    |       |
| K-2 500 m  | Polonia Marek Twardowski Adam Wysocki                              |       | Ungheria Botond Storcz Gábor Horváth                                 |       | Australia Daniel Collins Andrew Trim                                     |       |
| K-2 1000 m | Slovacchia Michal Riszdorfer Juraj Bača                            |       | Polonia Marek Twardowski Adam Wysocki                                |       | Germania Jan Schäfer Olaf Winter                                         |       |
| K-4 200 m  | Ungheria Gyula Kajner Vince Fehérvári István Beé Róbert Hegedűs    |       | Polonia Piotr Markiewicz Marek Twardowski Adam Wysocki Paweł Łakomy  |       | Russia Anatolij Tiščenko Andrej Ščegolichin Oleg Gorobij Vitalij Gan'kin |       |
| K-4 500 m  | Germania Torsten Gustche Mark Zabel Björn Bach Stefan Ulm          |       | Russia Andrej Tissin Vitalij Gan'kin Aleksandr Ivannik Roman Zarubin |       | Ungheria Zoltán Kammerer Botond Storcz Ákos Vereckei Gábor Horváth       |       |
| K-4 1000 m | Ungheria Zoltán Kammerer Botond Storcz Ákos Vereckei Gábor Horváth |       | Germania Torsten Gutsche Mark Zabel Björn Bach Stefan Ulm            |       | Romania Sorin Petcu Vasile Curuzan Marian Sîrbu Romică Şerban            |       |

### Donne

#### Kayak
| Event      | Oro                                                             | Tempo | Argento                                                                  | Tempo | Bronzo                                                                 | Tempo |
| K-1 200 m  | Canada Caroline Brunet                                          |       | Italia Josefa Idem                                                       |       | Ungheria Rita Kőbán                                                    |       |
| K-1 500 m  | Canada Caroline Brunet                                          |       | Italia Josefa Idem                                                       |       | Ungheria Rita Kőbán                                                    |       |
| K-1 1000 m | Canada Caroline Brunet                                          |       | Italia Josefa Idem                                                       |       | Ungheria Katalin Kovács                                                |       |
| K-2 200 m  | Spagna Izaskun Aramburu Beatriz Manchón                         |       | Polonia Beata Sokołowska Aneta Pastuszka                                 |       | Ungheria Rita Kőbán Eva Laky                                           |       |
| K-2 500 m  | Polonia Beata Sokołowska Aneta Pastuszka                        |       | Canada Caroline Brunet Karen Furneaux                                    |       | Ungheria Katalin Kovács Szilvia Szabó                                  |       |
| K-2 1000 m | Australia Anna Wood Katrin Borchert                             |       | Germania Manuela Mucke Katrin Wagner                                     |       | Ungheria Kinga Bóta Andrea Barosci                                     |       |
| K-4 200 m  | Ungheria Katalin Kovács Erzsébet Viski Szilvia Szabó Rita Kőbán |       | Russia Natal'ja Gulij Elena Tissina Larisa Peisachovič Tat'jana Tiščenko |       | Polonia Beata Sokołowska Aneta Pastuszka Agata Piszcz Aneta Michalak   |       |
| K-4 500 m  | Ungheria Katalin Kovács Erzsébet Viski Szilvia Szabó Rita Kőbán |       | Germania Birgit Fischer Anett Schuck Manuela Mucke Katrin Wagner         |       | Polonia Beata Sokołowska Aneta Pastuszka Aneta Michalak Joanna Skowroń |       |

## Medagliere
| Posiz. | Nazione    | Oro | Argento | Bronzo | Totale |
| ------ | ---------- | --- | ------- | ------ | ------ |
| 1      | Ungheria   | 6   | 2       | 8      | 16     |
| 2      | Russia     | 8   | 3       | 2      | 13     |
| 3      | Polonia    | 3   | 4       | 4      | 11     |
| 4      | Germania   | 2   | 4       | 5      | 11     |
| 5      | Canada     | 3   | 1       | 0      | 4      |
| 6      | Rep. Ceca  | 0   | 3       | 1      | 4      |
| 7      | Romania    | 0   | 2       | 2      | 4      |
| 8      | Italia     | 0   | 3       | 0      | 3      |
| 9      | Australia  | 1   | 0       | 1      | 2      |
| 10     | Slovacchia | 1   | 0       | 1      | 2      |
| 11     | Israele    | 1   | 0       | 0      | 1      |
| 12     | Spagna     | 1   | 0       | 0      | 1      |
| 13     | Bulgaria   | 0   | 1       | 0      | 1      |
| 14     | Cuba       | 0   | 1       | 0      | 1      |
| 15     | Norvegia   | 0   | 1       | 0      | 1      |
| 16     | Ucraina    | 0   | 1       | 0      | 1      |
| 17     | Danimarca  | 0   | 0       | 1      | 1      |
| 18     | Francia    | 0   | 0       | 1      | 1      |
| Totale | Totale     | 26  | 26      | 26     | 78     |